# Canada Cup (curling)
Canada Cup, jeden z najważniejszych kanadyjskich turniejów curlingowych, w którym biorą udział najlepsze krajowe drużyny.
Zawody organizowane są od 2003, bierze w nich udział 7 drużyn męskich i kobiecych.
Obecnie rywalizują ze sobą drużyny mistrza turnieju i kraju oraz pięć najlepszych w poprzednim sezonie drużyn wyłonionych na podstawie systemu CTRS.
Do 2010 uczestniczyło po 10 zespołów, które następnie dzielone były na dwie grupy. Każda drużyna rozgrywała również mecz crossover przeciwko drużynie z drugiej grupy, co dawało pięć spotkań w fazie grupowej.
W edycji 2009 uczestniczyły zespoły broniące tytuł mistrza Canada Cup, ostatni mistrzowie Kanady, zwycięzcy Players’ Championships, drużyny najwyżej rozstawione w CTRS oraz zwycięzcy turniejów kwalifikacyjnych. W 2004 zorganizowano turnieje Canada Cup East i Canada Cup West, w latach 2006–2009 kobiety rywalizowały w John Shea Insurance Canada Cup Qualifier, mężczyźni zaś w Diversified Transportation Canada Cup Qualifier. Do właściwego turnieju awansowały 4 najlepsze drużyny.
W 2010 zmieniono zasady kwalifikacji, w Canada Cup wystąpili zwycięzcy Autumn Gold Curling Classic, Manitoba Lotteries Women's Curling Classic i Southwestern Ontario Women’s Charity Cashspiel (kobiety) oraz Westcoast Curling Classic, Cactus Pheasant Classic i Challenge Casino Lac Leamy (mężczyźni).
Wyniki Canada Cup z lat 2006–2008 liczyły się do kanadyjskich kwalifikacji na Zimowe Igrzyska Olimpijskie 2010.

## Wyniki

### Kobiety
| Rok  | Zwycięzca                                                            | Finalista                                                                |
| ---- | -------------------------------------------------------------------- | ------------------------------------------------------------------------ |
| 2003 | Sherry Middaugh, Kirsten Wall, Andrea Lawes, Sheri Cordina           | Kelley Law, Georgina Wheatcroft, Julie Skinner, Diane Dezura             |
| 2004 | Colleen Jones, Kim Kelly, Mary-Anne Waye, Nancy Delahunt             | Sherry Anderson, Kim Hodson, Sandra Mulroney, Donna Gignac               |
| 2005 | Shannon Kleibrink, Amy Nixon, Glenys Bakker, Christine Keshen        | Jan Betker, Sherry Linton, Joan McCusker, Marcia Gudereit                |
| 2006 | Cathy King, Lori Armistead, Raylene Rocque, Tracy Bush               | Jennifer Jones, Cathy Overton-Clapham, Jill Officer, Georgina Wheatcroft |
| 2007 | Jennifer Jones, Cathy Overton-Clapham, Jill Officer, Dawn Askin      | Cathy King, Lori Armistead, Raylene Rocque, Diane Dealy                  |
| 2008 | Stefanie Lawton, Marliese Kasner, Sherri Singler, Lana Vey           | Kelly Scott, Jeanna Schraeder, Sasha Carter, Renee Simons                |
| 2009 | Shannon Kleibrink, Amy Nixon, Bronwen Webster, Chelsey Bell          | Marie-France Larouche, Annie Lemay, Joëlle Sabourin, Véronique Brassard  |
| 2010 | Stefanie Lawton, Sherry Anderson, Sherri Singler, Marliese Kasner    | Cheryl Bernard, Susan O’Connor, Carolyn Darbyshire, Cori Morris          |
| 2011 | Jennifer Jones, Kaitlyn Lawes, Joëlle Sabourin, Dawn Askin           | Chelsea Carey, Kristy Jenion, Kristen Foster, Lindsay Titheridge         |
| 2012 | Stefanie Lawton, Sherry Anderson, Sherri Singler, Marliese Kasner    | Kaitlyn Lawes, Kirsten Wall, Jill Officer, Dawn Askin                    |
| 2014 | Valerie Sweeting, Lori Olson-Johns, Dana Ferguson, Rachelle Pidherny | Rachel Homan, Emma Miskew, Joanne Courtney, Lisa Weagle                  |

### Mężczyźni
| Rok  | Zwycięzca                                                  | Finalista                                                 |
| ---- | ---------------------------------------------------------- | --------------------------------------------------------- |
| 2003 | David Nedohin, Randy Ferbey, Scott Pfeifer, Marcel Rocque  | John Morris, Joe Frans, Craig Savill, Brent Laing         |
| 2004 | David Nedohin, Randy Ferbey, Scott Pfeifer, Marcel Rocque  | John Morris, Kevin Koe, Marc Kennedy, Paul Moffatt        |
| 2005 | Kevin Martin, Don Walchuk, Carter Rycroft, Don Bartlett    | David Nedohin, Randy Ferbey, Scott Pfeifer, Marcel Rocque |
| 2006 | Kevin Martin, Don Walchuk, Carter Rycroft, Don Bartlett    | Glenn Howard, Richard Hart, Brent Laing, Craig Savill     |
| 2007 | David Nedohin, Randy Ferbey, Scott Pfeifer, Marcel Rocque  | Kevin Martin, John Morris, Marc Kennedy, Ben Hebert       |
| 2008 | Blake MacDonald, Kevin Koe, Carter Rycroft, Nolan Thiessen | Kevin Martin, Kevin Park, Marc Kennedy, Ben Hebert        |
| 2009 | Kevin Martin, John Morris, Marc Kennedy, Ben Hebert        | David Nedohin, Randy Ferbey, Scott Pfeifer, Marcel Rocque |
| 2010 | Glenn Howard, Wayne Middaugh, Brent Laing, Craig Savill    | Kevin Martin, John Morris, Marc Kennedy, Ben Hebert       |
| 2011 | Kevin Martin, John Morris, Marc Kennedy, Ben Hebert        | Glenn Howard, Wayne Middaugh, Brent Laing, Craig Savill   |
| 2012 | Jeff Stoughton, Jon Mead, Reid Carruthers, Mark Nichols    | Glenn Howard, Wayne Middaugh, Brent Laing, Craig Savill   |
| 2014 | Mike McEwen, B.J. Neufeld, Matt Wozniak, Denni Neufeld     | Brad Jacobs, Ryan Fry, E.J. Harnden, Ryan Harnden         |